# Samia insularis
Samia insularis är en fjärilsart som beskrevs av Vollenhofen. 1862. Samia insularis ingår i släktet Samia och familjen påfågelsspinnare. Inga underarter finns listade.